# Twents Gitaar Festival
Het Twents Gitaar Festival is een jaarlijks vierdaags gitaarfestival dat plaatsvindt in Enschede en omstreken. Het festival start op Hemelvaartsdag en wordt op de zondag afgesloten. De eerste editie was in 2006. Sinds 2016 neemt het Twents Gitaarfestival deel aan EuroStrings, een Europees platform voor Gitaarfestivals dat geco-financierd wordt door het Creative Europe Programme van de Europese Unie.
Op het festival zijn nationale en internationale gitaristen te horen en te zien in verschillende genres: klassieke muziek, kamermuziek, lichte muziek zoals jazz, blues, fingerstyle guitar en wereldmuziek zoals flamenco. Er worden masterclasses en workshops georganiseerd. Voor jonge gitaristen en gitaardocenten organiseert het Twents Gitaarfestival in samenwerking met de European Guitar Teachers Association (EGTA) de Festival Ensemble Dag. Verder vindt er een concours voor de klassieke gitaar plaats, de zogenoemde Twents Gitaarfestival Competitie voor conservatoriumstudenten en professionele gitaristen. De winnaar van dit concours krijgt de kans om deel te nemen aan het EuroStrings programma en mag in het volgende festival jaar een tour maken door verschillende Europese gitaarfestivals waar de winnaar concerten en masterclasses geeft, maar ook masterclasses en lezingen van professionals volgt. Sinds 2019 organiseert het Twents Gitaarfestival ook jaarlijks een Fingerstyle Sologuitar Competition.
De concerten van dit festival vinden onder andere plaats in het Wilminktheater en de Oude Markt van Enschede. Masterclasses en workshops vinden plaats op Kunstenschool Kaliber in Enschede.

## Voorgaande edities
Op het programma van het Twents Gitaar Festival stonden Assad Brothers, Duo Melis, Zoran Dukic, Judicaël Perroy, Edsart Udo de Haes, Izhar Elias, Johannes Möller, Harry Sacksioni, en vele andere artiesten.